# Садзанамі (1932)
Садзанамі (Sazanami, яп. 漣) — ескадрений міноносець Імперського флоту Японії, який брав участь у Другій світовій війні.
Корабель, який став дев'ятнадцятим серед есмінців типу «Фубукі», спорудили у 1932 році на верфі ВМФ у Майдзуру.
На момент вступу Японії у Другу світову війну «Садзанамі» належав до 7-ї дивізії ескадрених міноносців, яка підпорядковувалась 1-й дивізії авіаносців. Втім, супроводити ударне авіаносне з'єднання («Кідо Бутай») для удару по Перл-Гарбору довірили більш сучасним кораблям з двох ескадр ескадрених міноносців, тоді як 7-й дивізії доручили допоміжну операцію. 28 листопада «Садзанамі» та ще один есмінець вийшли з Токійської затоки, 7 грудня провели обстріл атола Мідвей, а 21 грудня прибули до порту Саєкі (північно-східне узбережжя Кюсю).
12—17 січня 1942-го «Садзанамі» та ще 4 есмінці супроводили 2 авіаносці з Куре до Палау (база на заході Каролінських островів), звідки вони мали підтримати операції на сході Нідерландської Ост-Індії. 21 січня авіаносці вийшли в море та 24 січня завдали удару по острову Амбон, 25 січня прибули до Давао (на південному узбережжі філіппінського острова Мінданао), а 28 числа повернулись на Палау, де перебували до середини лютого. Враховуючи останнє, «Садзанамі» та ще один есмінець 7-ї дивізії відрядили для безпосередньої участі у наступі на Нідерландську Ост-Індію (третій корабель дивізії полишив авіаносне з'єднання ще на початку рейду на Амбон, оскільки було потрібно замінити один з есмінців охорони важких крейсерів «Наті» і «Хагуро», який отримав пошкодження унаслідок навігаційної аварії та відбув на ремонт).
Невдовзі «Садзанамі» взяв участь в операції із оволодіння Амбоном, бої за який йшли з 31 грудня по 3 лютого. Також існують дані, що «Садзанамі» якимось чином залучали до десантної операції у Макассарі на південно-західному півострові Целебесу, де японці висадились в ніч на 8 лютого.
У середині лютого 1942-го «Садзанамі» залучили для прикриття операції по оволодінню островом Тимор. У межах останньої 16—17 лютого з Амбону вийшли два транспортні загони, при цьому «Садзанамі» та ще п'ять есмінців супроводжували той з них, що прямував до Купангу в західній, нідерландській, частині Тимору (всього у прикритті транспортів залучили легкий крейсер та 9 есмінців). Висадка відбулась 20 лютого.
Невдовзі есмінець взяв участь у операції з висадки на сході головного острова Нідерландської Ост-Індії Яви. 24 лютого 1942-го «Садзанамі» полишив Тимор та попрямував на з'єднання з іншими загонами, які у підсумку зібрались біля південно-східного узбережжя Борнео. 27—28 лютого це з'єднання виграло битву в Яванському морі, що дозволило вночі проти 1 березня почати десантування на Яву в районі Крагану.
2 березня 1942-го «Садзанамі» разом з есмінцем «Усіо» атакували глибинними бомбами та пошкодили американський підводний човен «Перч» (за день до того цей корабель уже постраждав при атаці іншого японського есмінця — «Амацукадзе» або «Нацугумо» та «Мінегумо»). 3 березня «Садзанамі» та «Усіо» повернулись, що примусило екіпаж Perch затопити човен, після чого есмінці узяли ворожих моряків у полон. 12—25 березня 1942-го «Садзанамі» разом з іншими есмінцями дивізії супроводив конвой з Балі до Йокосуки, після чого став на доковий ремонт.
Невдовзі японське командування запланувало операцію, яка мала за мету узяття під контроль центральних та східних Соломонових островів, а також Порт-Морсбі на оберненому до Австралії узбережжі Нової Гвінеї. 24—29 квітня 1942-го «Садзанамі» ескортував легкий авіаносець «Сьохо» з Йокосуки на атол Трук у центральній частині Каролінських островів (тут ще до війни створили потужну базу японського ВМФ, з якої до лютого 1944-го провадились операції у цілому ряді архіпелагів). Невдовзі «Сьохо» попрямував на південь для підтримки десантного загону та вийшов у Соломонове море, де 7 травня був потоплений унаслідок атаки літаків з американських авіаносців. «Садзанамі» підібрав 255 уцілілих, після чого вирушив до Йокосуки, куди прибув 18 травня (можливо відзначити, що операція проти Порт-Морсбі була скасована після битви в Кораловому морі, яка відбулась 8 травня між авіаносними з'єднаннями сторін).
Під час наступної мідвейсько-алеутської операції «Садзанамі» та ще 2 есмінці 7-ї дивізії призначили для операцій на Алеутах. Вони охороняли загін адмірала Какути, основну силу якого становили 1 авіаносець, 1 легкий авіаносець та 2 важкі крейсери. Наприкінці травня вони рушили з Омінато (важлива база ВМФ на північному завершенні Хонсю) і 3—4 червня завдали авіаудару по Датч-Гарбору (головній базі американців на Алеутах, розташованій на сході архіпелагу). З 6 червня авіаносна група приєдналась до інших сил угруповання та прикривала висадки на острови Атту і Киска (західна частина Алеутського архіпелагу). 24 червня угруповання повернулось до Японії.
З 28 червня по 13 липня 1942-го «Садзанамі» ескортував сили флоту, які патрулювали на південний захід від Алеутських островів. У цей період сюди вийшов новий загін із 4 авіаносців, 3 важких та 3 легких крейсерів, для охорони яких залучили 15 есмінців.
З 29 липня по 14 серпня 1942-го «Садзанамі» та ще один есмінець супроводжували ескортний авіаносець «Унйо», який спершу пройшов з Йокосуки до Сапану (Маріанські острови), а потім досягнув атола Уліті (західні Каролінські острови) після чого повернувся назад до Японії. На той час союзники вже висадились на сході Соломонових островів, що започаткувало шестимісячну битву за Гуадалканал та змусило японське командування перекидати сюди підкріплення. 17 серпня з Японії до Океанії вийшов уже третій загін, який складався з лінкора «Ямато» (з адміралом Ямомото на борту) та ескортного авіаносця «Тайо» під охороною «Садзанамі» та ще 2 есмінців. У цей період японське командування організувало проведення значного конвою з підкріпленнями для Гуадалканалу, тому ще до прибуття «Ямато» попередні загони полишили Трук. Ця операція призвела 24 серпня до битви авіаносних з'єднань біля східних Соломонових островів, а 25 серпня рух конвою виявився остаточно перерваним через удари базової авіації. Як наслідок, «Ямато» попрямував на Трук і прибув туди 28 числа.
9—11 вересня 1942-го «Садзанамі» та ще один есмінець прослідували з Трука до якірної стоянки Шортленд (прикрита групою невеликих островів Шортленд акваторія біля південного завершення острова Бугенвіль, де зазвичай відстоювались бойові кораблі та перевалювались вантажі для подальшої відправки далі на схід Соломонових островів). 12, 17 та 20 вересня «Садзанамі» виходив у групові транспортні рейси до Гуадалканалу, причому в першому та останньому з цих походів щонайменше частина есмінців вела на буксирі баржі з амуніцією та продовольством. А 13 вересня 1942-го есмінець надавав вогневу підтримку наземним військам, які розпочали наступ на острові (відомий як битва за хребет Едсона). 27—29 вересня «Садзанамі» перейшов назад на Трук.
4 жовтня 1942-го «Садзанамі» разом зі ще одним есмінцем вийшов з Труку для супроводу до Японії ескортного авіаносця «Тайо», який наприкінці вересня був торпедований підводним човном і міг пересуватись лише пониженим ходом. 13 жовтня «Садзанамі» прибув до Куре, а потім прослідував до Токійської затоки на ремонт.
У листопаді — грудні 1942 року «Садзанамі» разом зі ще одним есмінцем здійснили три походи для супроводу ескортного авіаносця «Тайо» з Йокосуки на Трук та назад — з 1 по 16 листопада, з 19 листопада по 5 грудня та з 15 по 31 грудня. Під час останнього походу есмінці також супроводжували «Тайо» у його рейсі з Труку до Кавієнгу (друга за значенням японська бази у архіпелазі Бісмарка, розташованої на північному завершенні острова Нова Ірландія).
До 31 січня 1943-го «Садзанамі» проходив ремонт у Йокосуці, а потім відновив свої походи на Трук і разом зі ще 3 есмінцями здійснив два кругові рейси для супроводу групи із ескортних авіаносців «Тайо» та «Унйо» — з 1 по 17 лютого та з 24 лютого по 12 березня. 4—10 квітня 1943-го «Садзанамі» та ще 3 есмінці супроводили на Трук ескортні авіаносці «Тайо» і «Чуйо», а також важкий крейсер, а 16—21 квітня «Садзанамі» пройшов із цими авіаносцями назад до Йокосуки (у зворотному рейсі загальний склад ескорту так само нараховував 4 есмінці, хоча з первісного складу групи залишилися тільки «Хібікі» та «Садзанамі»).
З 23 квітня по 12 червня 1943-го «Садзанамі» пройшов у Куре черговий ремонт, після чого 16—19 червня прослідував на Сайпан (Маріанські острови). З 24 червня по 2 липня «Садзанамі» разом з іншим есмінцем охороняв переобладнаний мінний загороджувач «Шінко-Мару», який пройшов із Сайпану до Японії, маючи на буксирі есмінець «Акідзукі» (останній був торпедований підводним човном біля Соломонових островів ще у січні, а при спробі самостійно досягнути метрополії втратив носову частину та був посаджений екіпажем на мілину біля Маріанських островів).
23—28 липня 1943-го «Садзанамі» та ще один есмінець супроводили «Тайо» з Йокосуки на Трук, а 2—5 серпня ті самі кораблі охороняли конвой з Труку до Рабаулу — головної передової бази в архіпелазі Бісмарка, з якої вже півтора року здійснювались операції на Соломонових островах та сході Нової Гвінеї. На той час на Соломонових островах уже понад місяць йшла битва за острови Нью-Джорджія і 17—18 серпня 1943-го «Садзанамі» разом з трьома іншими есмінцями здійснив вихід до острова Велья-Лавелья (найзахідніший в архіпелазі Нью-Джорджія) з метою прикриття загону барж, що призвело до нічного бою при Хораніу з кількома американськими есмінцями.
22 та 26 серпня 1943-го «Садзанамі» здійснив виходи для прикриття евакуації із затоки Реката на північному узбережжі острова Санта-Ісабель (тут, північніше від Нью-Джорджії, знаходилась база японської гідроавіації), при цьому перший довелось скасувати через присутність ворожих сил, а у другому «Садзанамі» діяв разом з легким крейсером «Сендай». 28 серпня «Садзанамі» та «Сендай» прослідували з Рабаула на Шортленд, перемістивши туди вивезених з Рекати військовослужбовців.
29 серпня — 1 вересня 1943-го «Садзанамі» прослідував з Рабаулу через Кавієнг на Трук, маючи завдання вивезти з архіпелагу Бісмарка обслуговуючий персонал однієї з дивізій авіаносців. Після цього 6—11 вересня «Садзанамі» та ще один есмінець супроводили «Унйо» до Йокосуки, де «Садзанамі» став на ремонт. На початку жовтня «Садзанамі» знову узявся за супроводження ескортних авіаносців з Йокосуки на Трук та здійснив для цього 3 повні кругові рейси: з 4 по 20 жовтня із «Чуйо» (при цьому на переході до Океанії з ними прямував ще один есмінець); з 27 жовтня по 10 листопада разом зі ще одним есмінцем в охороні «Чуйо», а при зворотному переході також і легкого авіаносця «Дзуйхо»; з 16 листопада по 5 грудня для супроводу «Чуйо», «Унйо» та «Дзуйхо» (а на зворотному шляху також важкого крейсера). В останньому випадку при переході на Трук, окрім «Садзанамі», ескорт забезпечували ще 2 есмінці, а при переходи до Японії — ще. Втім, при цьому охорона не впоралась із завданням та 4 грудня на підході до метрополії підводний човен потопив «Чуйо» («Садзанамі» підібрав три десятки вцілілих).
12—17 грудня 1943-го «Садзанамі» разом з есмінцем «Аккебоно» ескортували з Йокосуки на Трук «Дзуйхо» та «Унйо». Після цього есмінці не стали повертатись до Японії, а 22—24 грудня перейшли до Рабаула. 26 та 30 грудня «Садзанамі» і «Аккебоно» здійснили два транспортні рейси до Кавуву (Гавуву) на мисі Хоскінс (північне узбережжя Нової Британії дещо менш ніж за дві з половиною сотні кілометрів на південний захід від Рабаула), де японці мали аеродром (взагалі у кінці грудня дев'ять есмінців здійснили доставку до Кавуву підкріплень та предметів матеріального забезпечення, при цьому підсилення гарнізону збіглося з початком кампанії союзників на Новій Британії — 26 грудня американці висадились на західному завершенні острова на мисі Глочестер).
12 січня 1944-го «Садзанамі» разом з есмінцем «Акебоно» вийшов з Рабаулу, щоб перебрати на себе охорону танкерного конвою, який прямував з Палау на Трук. Невдовзі після опівдня 14 січня в районі за вісім сотень кілометрів на схід від Палау японський загін перехопив підводний човен «Альбекор». З «Садзанамі» помітили ворожий корабель та рушили до нього, тоді як «Альбекор» дав залп із чотирьох торпед. Дві з них влучили в есмінець, що розломився та затонув усього за три хвилини, загинуло 153 члени екіпажу. Ще 89 моряків зміг врятувати «Акебоно».